# Ахмерово (Ишимбайский район)
Ахме́рово (баш. Әхмәр) — село в Ишимбайском районе Башкортостана, входит в состав Ишеевского сельсовета.

## История
В январе 1919 года в деревни происходил бой между башкирским войском и красноармейцами, в ходе которого башкиры победили.
Ахмерово — поселение Ильсектимеровой тюбы у реки Селеук. Сын первопоселенца Аккускар Ахмеров жил в 1754—1818 гг. В 1795 г. в 45 дворах проживало 411 человек. В 1860 г. — 710 жителей при 64 домах. В 1920 г. —1104 человека и 246 домов.
Жители Ахмерово в середине XIX века ещё оставались скотоводами. В 1839 г. 82 двора с 528 жителями владели 912 лошадьми, 752 коровами, 157 овцами, 165 козами. На двор приходилось 3 улья. Земледелие с трудом проникало в быт башкир. В 1842 г. засеяли на всех 304 пуда озимого и 432 пуда ярового хлеба.
До 2008 года село было административным центром Ахмеровского сельсовета.

## Население
| 2002 | 2006 | 2009  | 2010 |
| ---- | ---- | ----- | ---- |
| 963  | ↗984 | ↗1011 | ↘984 |

## Географическое положение
Возле села располагается Ахмеровский лес.
Расстояние до:
- районного центра (Ишимбай): 32 км,
- ближайшей ж/д станции (Стерлитамак): 21 км.

## Образование
Ахмеровская средняя школа начиналась как единотрудная школа в конце XIX века. В 2005 году школа отпраздновала свой столетний юбилей.

## Медицина
Ахмеровская врачебная амбулатория

## Культура
В 2013 году Ф.Акназаровым был создан коллектив «Саткылар» из учащихся Ахмеровской средней школы. Коллектив участвовал в районных и в республиканских конкурсах, финалисты первого тура детского телевизионного конкурса «Баик-2014».

## Религия
В селе есть мечеть «Мунира» (Мөнирә), первый имам мечети Кинзебулатов Салават Юсупович.

## Известные жители
- Нигматуллин, Равиль Хурматович (12 мая 1941 — 5 сентября 2005) — башкирский поэт, учёный, политик, преподаватель высшей школы, директор Ахмеровской средней школы в 1970—73 гг., писатель[9].
- Узбеков, Шагибек — штабс-ротмистр Башкирской армии (1918—1919), член Башкирского военного совета.
- Хайбуллин, Мухамет Минигалимович (род. 1 июня 1956) — агроном, преподаватель высшей школы, доктор сельскохозяйственных наук, член-корреспондент Российской Академии Естествознания[10].
- Юлдашбаева, Римма Мухтаровна (род. 1 января 1937) — башкирская оперная певица, преподаватель высшей школы.